# دونسكي (ودمورتيجا)
دونسكي (Донське) هي مدينة في مقاطعة ودمورتيجا في أوكرانيا.
يبلغ عدد سكانها حوالي 5010  نسمة.